# Милчо Ковачев
Милчо Димитров Ковачев е български политик.

## Биография
През 1969 завършва техникум по енергетика, а през 1977 година ВМЕИ. Между 1980 – 1982 година е заместник-директор по техниката в СД „Градски транспорт“ в София. От 1984 до 1986 година е директор на Рентакар към Балкантурист. През 1992 – 1994 година е генерален директор на Автомагистрали Черно море. В периода 1994 – 1995 година е министър на транспорта. След 1995 година развива своя частна практика във „Вита план“ АД.